# Vîșneve, Mahdalînivka
Vîșneve (în ucraineană Вишневе) este un sat în comuna Prîiut din raionul Mahdalînivka, regiunea Dnipropetrovsk, Ucraina.

## Demografie
Componența lingvistică a localității Vîșneve
     Ucraineană (88,89%)
     Rusă (11,11%)
Conform recensământului din 2001, majoritatea populației localității Vîșneve era vorbitoare de ucraineană (88,89%), existând în minoritate și vorbitori de rusă (11,11%).